# Gherăești
Gherăești – wieś w Rumunii, w okręgu Neamț, w gminie Gherăești. W 2011 roku liczyła 3668 mieszkańców.